# Скворцов, Анатолий Александрович
Анато́лий Алекса́ндрович Скворцо́в (укр. Анатолій Олександрович Скворцов; 24 ноября 1976, Севастополь, Украинская ССР, СССР) — украинский футболист, защитник. Главный тренер клуба «ТСК-Таврия».

## Карьера

### Клубная
Начал заниматься футболом в Севастополе, а затем занимался в днепропетровском спортинтернате.
По окончании спортинтерната приглашён в белорусский клуб «Славия» (Мозырь), выступавший в Первой лиге. Там провёл 1,5 сезона.
С 1995 выступал в Второй лиге Украины за «Чайку» из Севастополя. Первую половину сезона 1997/98 провёл в симферопольской «Таврии». Сыграл 1 матч в Высшей лиге 9 июля 1997 года против тернопольской «Нивы» (1:0), выйдя на 81 минуте вместо Игоря Оберемченко. Также в «Таврии» провёл вторую половину сезона 1998/99.
В 2000 году попал в «Спартак-Нальчик». Вместе с командой в 2005 году вышел в Премьер-лига, тогда команда заняла 2 место уступив только «Луч-Энергии». В Премьер-лиге дебютировал 18 марта 2006 года в матче против московского ЦСКА (0:1).
В январе 2007 года перешёл в ярославский «Шинник», по приглашению Сергея Юрана. По ходу сезона у Скворцова возник конфликт с тренером и он потерял место в основе. В августе 2007 года был отдан в аренду владивостокской «Луч-Энергии». В марте 2008 года побывал на просмотре в «Салют-Энергии». Зимой 2008 года перебрался в «Черноморец» из Новороссийска. В команде стал основным игроком сыграв в Первом дивизионе 32 матча и забил 1 гол.
Зимой 2009 года перешёл в «Севастополь», который выступал в Первой лиге Украины. Осенью 2009 года завершил карьеру игрока.

### Тренерская
Осенью 2009 года был назначен тренером «Севастополь-2», а затем помощником главного тренера основной команды.
После аннексии Крыма Россией принял российское гражданство. Позже стал старшим тренером команды СКЧФ-2. 23 июля 2015 года был назначен тренером феодосийской «Кафы», выступающей в Премьер-лиге Крымского Футбольного Союза. В сентябре 2017 года подал в отставку. В январе 2018 года был назначен главным тренером клуба «ТСК-Таврия». 1 апреля 2019 года был уволен из ТСК-Таврии из за неудовлетворительных результатов.

## Достижения
- Серебряный призёр Первого дивизиона России: 2005